# グランダルシュ

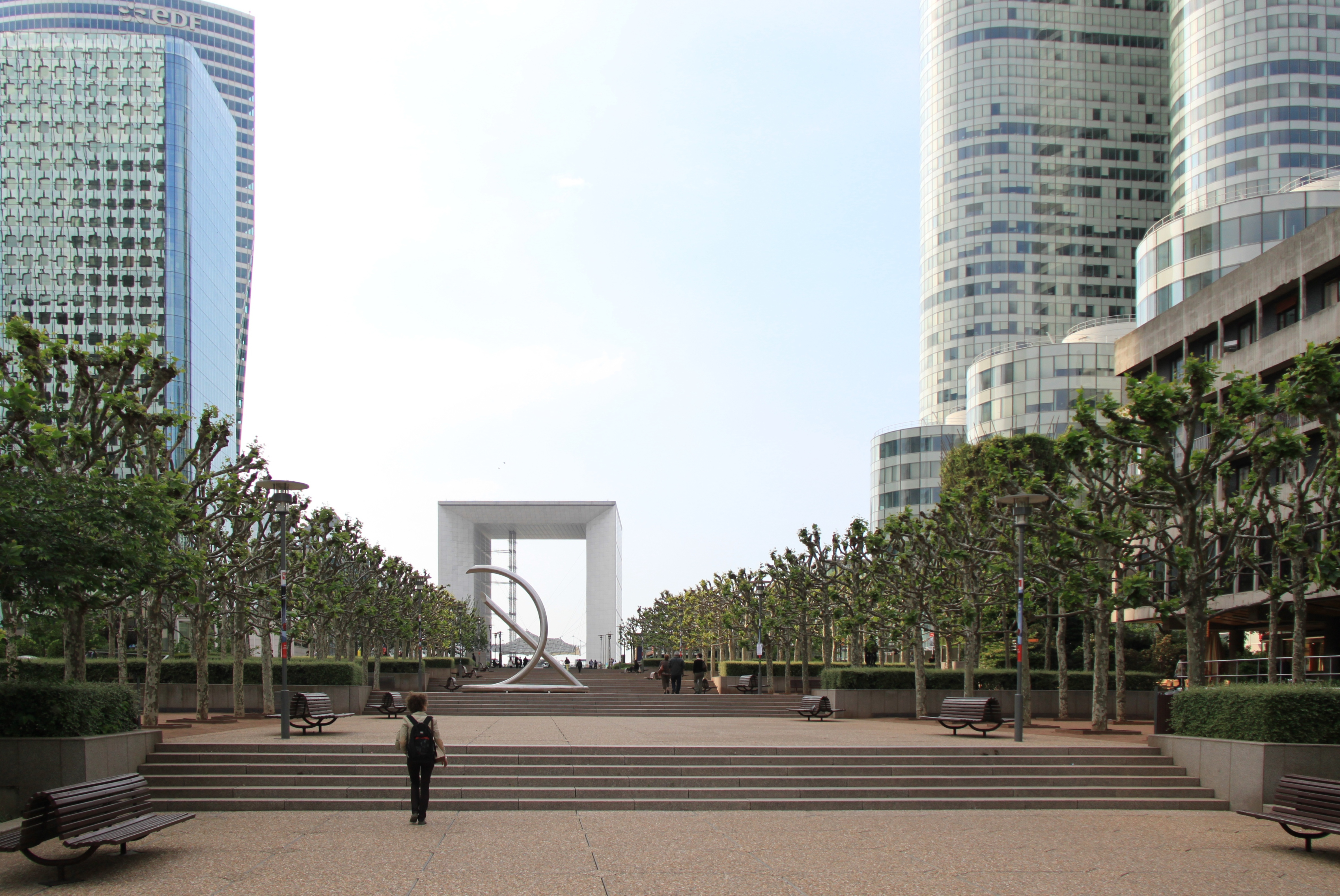
グランダルシュ

グランダルシュ（仏: la Grande Arche、発音: [la ɡʁɑ̃d aʁʃ]）は、フランスのパリ近郊のラ・デファンス（オー＝ド＝セーヌ県ピュトー）にある高層ビルである。1985年に着工され、人権宣言200周年となる1989年7月に落成記念式典が執り行われた。門のような形をしており、側面と内部は全面ガラス張りになっている。パリの歴史軸上にあり、日本では新凱旋門とも称される。

## 名称
フランス語の正式名称は「 la Grande Arche de la Fraternité 」（友愛の大アーチ）であるが、「 Grande Arche 」または「 l'Arche de la Défense 」（ラ・デファンスのアーチ）の通称で広く知られている。
グランダルシュは、カルーゼル凱旋門とエトワール凱旋門の2つの凱旋門が形成する直線（パリの歴史軸）の延長線に存在し、日本語では「パリの第3の凱旋門」または「新凱旋門」とも呼ばれる。実際には戦勝を記念して建てられた門ではないため厳密な意味での凱旋門ではなく、フランス語の名称にも "triomphe"（戦勝）の文字は入っていない。しかし、設計者ヨハン・オットー・フォン・スプレッケルセンと建築技師エリック・ライツェルは建造物が20世紀の「凱旋門」としてヒューマニズムの象徴となることを願って設計したという。

## 概要

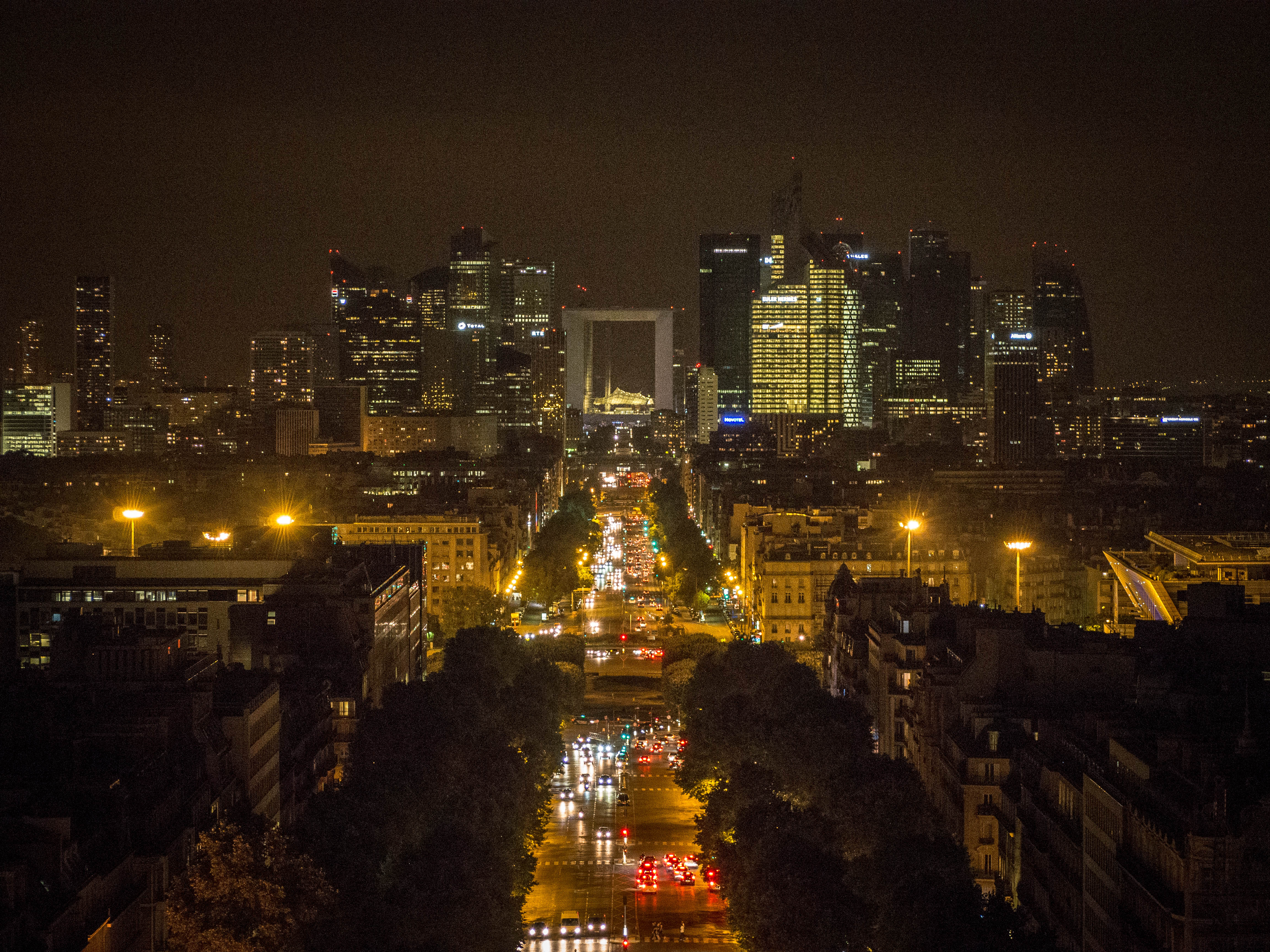
シャンゼリゼ通りの端（エトワール凱旋門）から見た、夜のグランダルシュ

パリの歴史軸上に新たなモニュメントを建設する案が持ち上がったのは、ジョルジュ・ポンピドゥー、ヴァレリー・ジスカール・デスタン両大統領の時代であったが、これを具体化するプロジェクトがようやく編成されたのはミッテラン政権下の1982年である。「 projet Tête Défense 」（デファンス・ヘッド・プロジェクト）と名付けられたこのプロジェクトによって設計が国際的に公募され、デンマーク人の建築家ヨハン・オットー・フォン・スプレッケルセンと建築技師エリック・ライツェルの案が採択された。
フランスの建築会社ブイグ社によって1985年に建設が開始され、2000人の労働者が投入された（うち2名が建設中に事故死）。設計者のフォン・スプレッケルセンは1986年夏にプロジェクトから身を引いたが、その後をフランスの建築家ポール・アンドリューが引き継ぎ、グランダルシュは1989年に完成した。

## 構造
グランダルシュの建物は、幅:108m、高さ:110m、奥行き:112m で真ん中の部分に横に突き抜ける巨大な空間がある正八胞体の形をしている。中心の空洞部はノートルダム聖堂がすっぽり収まるほどの大きさである。4次元空間から3次元の世界が見渡せるような巨大な門というイメージで設計された。一見すると単なるモニュメントのようにも見えるが、超高層オフィスビルとなっていて最上階の35階には展望台もあり、パリの観光名所ともなっている。
12本の柱は地中30mの深さまで埋め込まれて、30万トンの重量に耐えられるようになっている。内外部の側面には厚さ5cmのガラスを、それ以外の部分にはカッラーラ産の大理石を使用している。
グランダルシュはパリの歴史軸に対して 6.33°回転した配置となっている。その理由として、ラ・デファンスの下部を道路や鉄道が走っているためにグランダルシュの基礎を建設する上で制約があった、またはルーヴル美術館（旧ルーヴル宮殿）にあるガラスのピラミッドがパリの歴史軸に対して回転しているために同様の角度とした、などの諸説があるが、La Grande arche: Otto von Sprekelsen, Paul Andreuを記したジャン・ピエール・クールシオによれば、この角度は意図的につけたものではなかったという。

## 過去の主な催し
以下は、完成前（建設中）のグランダルシュで行われた。
- 1989年7月 - フランス革命200年祭を記念する大規模な軍事パレード（パリ祭）にあわせて落成記念式典が行われた。
- 1989年7月 - 第15回主要国首脳会議（アルシュ・サミット）が開催された。

## 参考
1. ↑  Jean-Pierre Courtiau, "La Grande arche: Otto Von Spreckelsen, Paul Andreu", ISBN 2907757199, p.14, Demi Cercle (1994)